# Torismondo
Torismondo dei Balti, Turismundo in spagnolo e in portoghese, Turismon in catalano (420 circa – 453), è stato re dei Visigoti dal 451 al 453.

## Origine

L'Europa nel 451, alla morte di Teodorico I. In marrone il regno di Tolosa dei Visigoti.

Secondo il Diccionario biográfico español, Real Academia de la Historia, Torismondo era il figlio maschio primogenito del re dei visigoti, Teodorico I e di Pedoca, figlia di Alarico I, quindi fratello di Teodorico II, Eurico e Federico.

Ancora secondo il Diccionario biográfico español, Real Academia de la Historia,Teodorico I era un nobile visigoto, della casa dei Balti, imparentato con Vallia; alcune fonti sostengono che fosse figlio del re dei visigoti, Vallia, secondo altre fonti figlio illegittimo del re dei visigoti, Alarico I; comunque nessuna fonte primaria consultata sostiene una di queste due tesi ((LA)  IORDANIS DE ORIGINE ACTIBUSQUE GETARUM, (LA)  #ES Fragmenta historicorum graecorum, Volume 4, (LA)  #ES Idatii episcopi Chronicon, (LA)  Isidori Historia Gothorum, Wandalorum, Sueborum, De origine Gothorum e (LA)  Anastasii abbatis opera omnia).

## Biografia
Sotto la minaccia degli Unni di Attila, suo padre, Teodorico I, tornò all'alleanza con i Romani; nel 451 Attila lasciò la Pannonia con un esercito valutato attorno ai 500000 uomini, nel giorno di Pasqua passò il Reno e invase la Belgica, proseguendo verso Orléans, dove Sangibano, re degli Alani, che governava la zona, avrebbe accolto Attila; ma il generale Romano Ezio, con l'alleato Teodorico I lo precedettero costringendo gli infidi Alani a schierarsi dalla loro parte. Gli Unni allora, di fronte alle mura ben difese, si ritirarono verso est. La battaglia decisiva avvenne in una piana tra Châlons-sur-Marne e Troyes, e denominata la Battaglia dei Campi Catalaunici, dove alla fine i Romani di Ezio, e i Goti, guidati da suo padre, Teodorico I, che perse la vita, e da Torismondo, ebbero la meglio sugli Unni di Attila, obbligandoli ad abbandonare i territori dell'impero. Dopo che il cadavere di Teodorico I era stato rinvenuto Torismondo fu acclamato re sul campo di battaglia dei Campi Catalaunici e dopo essere stato eletto re incitò i suoi Goti all'attacco per vendicare la morte del padre, ma Ezio lo fermò riuscendo a convincere Torismondo a tornare a Tolosa per prevenire i suoi fratelli che tramavano per impadronirsi del potere.

L'avvenimento viene riportato da Idazio, Isidoro di Siviglia e Giordane.

Della morte di Teodorico vi sono due versioni: secondo la prima il re visigoto sarebbe caduto da cavallo e morto calpestato; la seconda versione coinvolge il patrono di Giordane, l'ostrogoto Guntige (di cui era segretario), il cui figlio Andagis avrebbe ucciso con la lancia Teodorico. In ogni caso la battaglia fu vinta grazie al fatto che l'esercito visigoto trovò un valido successore nel figlio di Teodorico I, Torismondo.
Continuò la politica nazionale già adottata dal padre, avendo, forse per il primo, una visione del regno visigoto indipendente da Roma, una <<politica contrario alla pace romana>>; questa sua politica lo portò ad inimicarsi il generale romano Ezio.
Torismondo soggiogò gli Alani della zona di Orléans guidati dal re Sangibano, progettando di estendere il regno oltre la Loira.

Poi tentò, senza riuscirci, di assoggettare Arles (cui tolse l'assedio dietro pressione di Tonanzio Ferreolo prefetto del Pretorio della Gallia nel 453), ma dovette rientrare nel proprio paese perché i fratelli Teodorico e Federico, sembra spinti dallo stesso Ezio, avevano dato il via ad una rivolta e dopo alcuni scontri, nel 453, Torismondo venne assassinato da Teodorico, che gli succedette.

Il Herimanni Augiensis Chronicon riporta che Torismondo fu ucciso nel 452 e gli succedette il fratello Teodorico.

Il Chronica Regum Visigotthorum riporta che regnò 3 anni (Thurismodus regnavit annos III).

Sia il Chronicon Albeldense che il De origine Gothorum di Isidoro di Siviglia riportano che Torismondo fu ucciso dai fratelli Teodorico e Federico (a Theuderico et Frigdarico est fratribus interfectus), mentre il vescovo Idazio riporta che fu trucidato dai due fratelli e Teodorico gli succedette (Thorismo Rex Gothorum, spirans hostilia, Theuderico et Frederico fratribus jugulatur, cui Theudericus succedit in regno), ed infine Giordane riporta che Torismondo, nel suo terzo anno di regno si ammalò, e, mentre lo stavano curando, un certo Ascalc lo uccise, facendolo morire dissanguato e dopo la sua morte il fratello Teodorico gli succedette (Theoderidus germanus eius Vesaegotharum in regno succedens).
Nonostante il suo breve regno, terminato così tragicamente, il suo comportamento eroico nella battaglia dei campi catalani fece probabilmente di Torismondo una figura leggendaria nell'epopea gotica e germanica successiva. In tal modo H. Wolfram ha identificato con Torismondo il personaggio epico omonimo che la successiva tradizione gotica fece nonno di Amalo Eutarico (morto intorno al 519). Quest'ultimo era figlio di Viderico o Vidimiro, un Amalo residente in Pannonia emigrato alla corte gotica di Tolosa, dove, secondo Wolfram, avrebbe sposato Berimund, che sarebbe una Balta figlia del re Torismondo.

## Discendenza
Di Torismondo non si conosce il nome di una eventuale moglie, né si hanno notizie di alcun discendente..

### Fonti primarie
- (LA)  IORDANIS DE ORIGINE ACTIBUSQUE GETARUM.
- (LA)  Chronica Regum Visigotthorum, España Sagrada Tomo II.
- (LA)  #ES Idatii episcopi Chronicon.
- (LA)  Isidori Historia Gothorum, Wandalorum, Sueborum, De origine Gothorum.
- (LA)  Anastasii abbatis opera omnia.
- (LA)  Monumenta Germaniae Historica, Auctorum antiquissimorum, tomus 5.1, Jordanis, De origine actibusque Getarum.
- (LA)  Monumenta Germaniae Historica, Scriptores (in Folio) (SS), tomus 5, Herimanni Augiensis Chronicon.

### Letteratura storiografica
- Ludwig Schmidt e Christian Pfister, I regni germanici in Gallia, in Storia del mondo medievale, vol. I, Garzanti, 1999,  pp. 275-300.
- Ernst Barker, L'Italia e l'occidente dal 410 al 476, in Storia del mondo medievale, vol. I, Garzanti, 1999,  pp. 373-419.